# Cima di Francia
La Cima di Francia è una montagna delle Alpi Liguri alta 1.421 m, anche nota come Truc della Losa.

## Descrizione

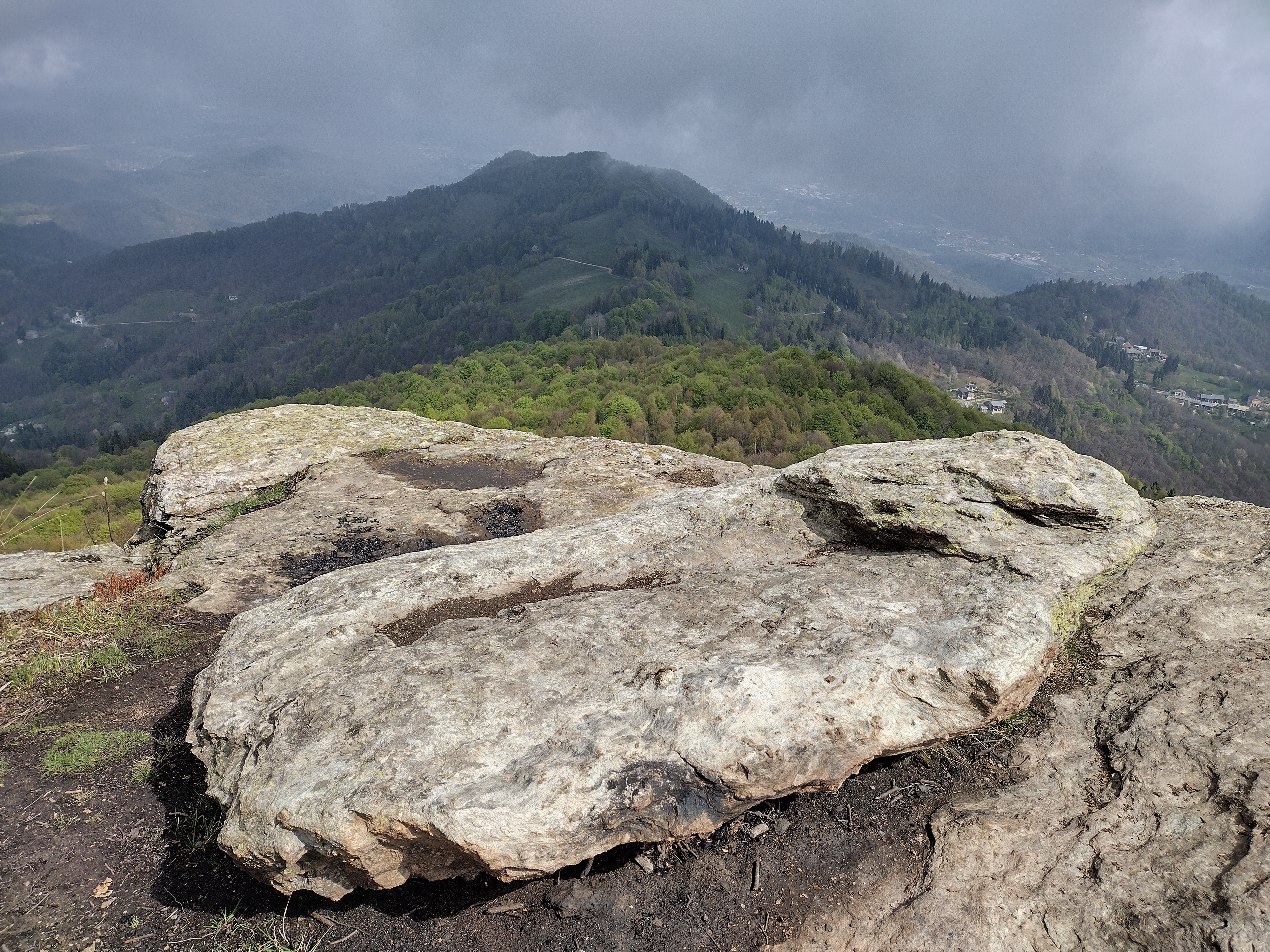
Panorama dal Bec del Corno

La montagna, dalla forma grossomodo piramidale, si trova tra i comuni di Boves e Robilante sulla costiera che divide le valli Colla e Vermenagna. Verso sud lo spartiacque prosegue con la Rocca Alta (1.494 m) e la punta Gutzart, mentre a nord perde quota con l'insellatura di Pian del Soglio e risale poi alla Cima del Brusatà (1.163 m). Sul crinale nord è presente un caratteristico risalto roccioso chiamato Bec del Corno. Il punto culminante della Cima di Francia è segnalato da una croce di vetta metallica, mentre un'altra croce si trova su un panoramico roccione poco a nord della vetta. La prominenza topografica della Cima di Francia è di 74 metri.

## Geologia
Sul crinale nord della Cima di Francia è nota la presenza, nei pressi del Bec del Corno, di rocce scistose a base di besimaudite intercalate in una zona di talcoscisti.

## Storia

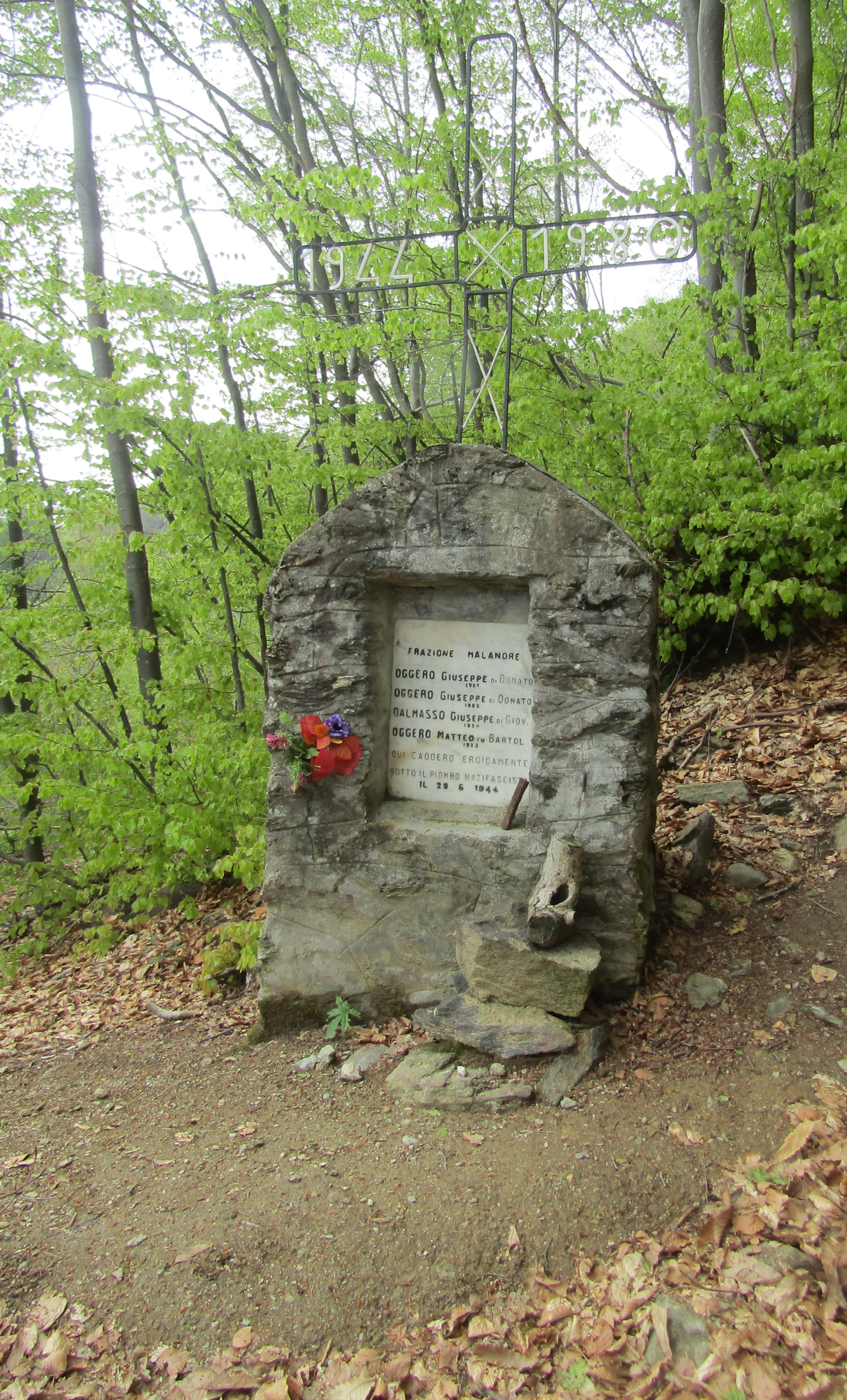
Cippo in memoria dei caduti partigiani

La zona circostante la montagna fu pesantemente interessata dagli scontri armati e dalle rappresaglie nazifasciste durante il periodo della Resistenza. Sul suo versante esposto verso la Val Colla un cippo ricorda quattro giovani partigiani della vicina borgata Malandrè che vennero fucilati il 28 giugno 1944 nei pressi del Bec del Corno.

## Accesso alla vetta

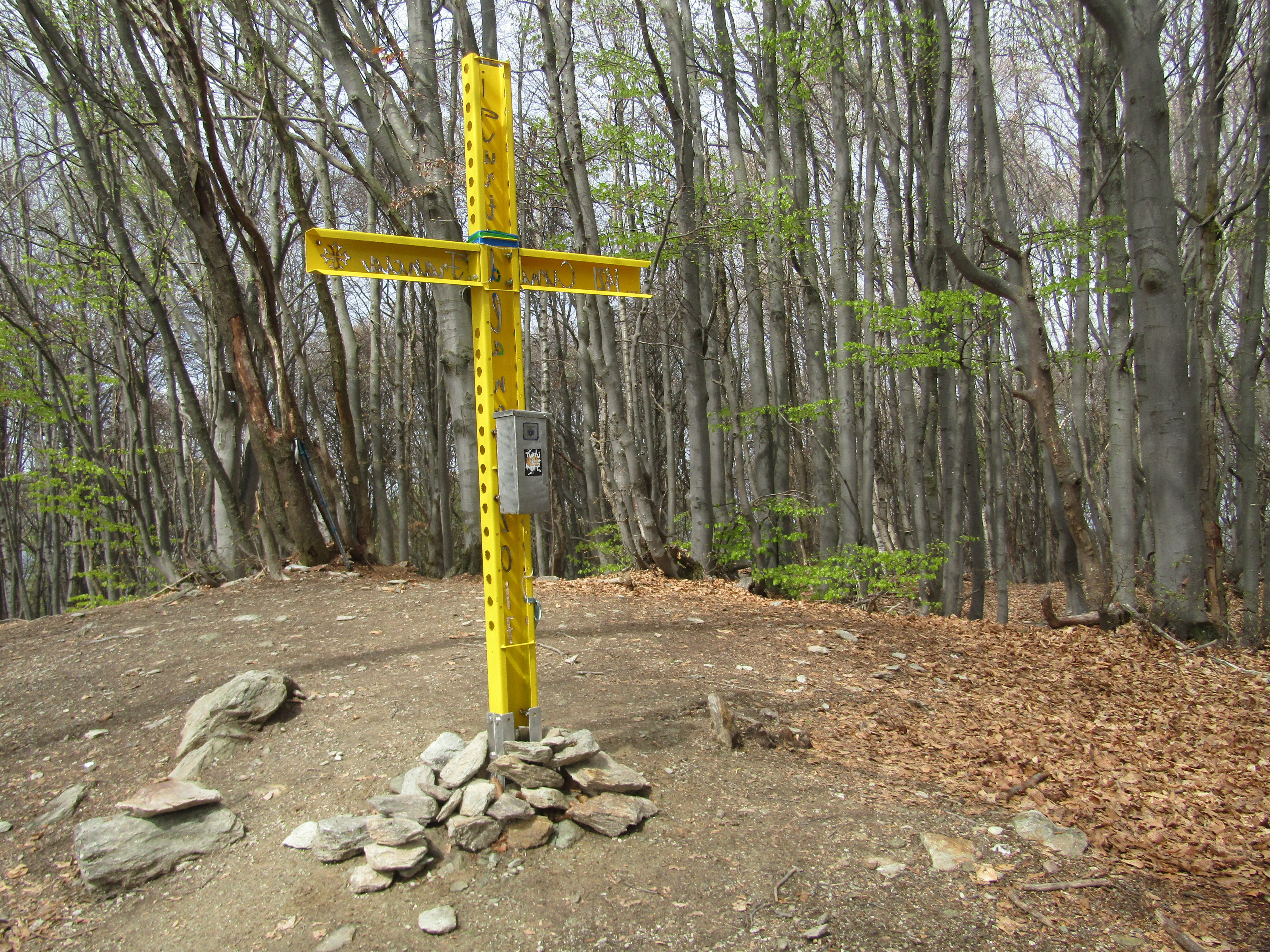
La croce di vetta

La Cima di Francia può essere raggiunta seguendo il sentiero che ne percorre il crinale settentrionale a partire dal Pian del Soglio e transita nei pressi del Bec del Corno.
La montagna è anche accessibile d'inverno con le ciaspole.

### Trail running

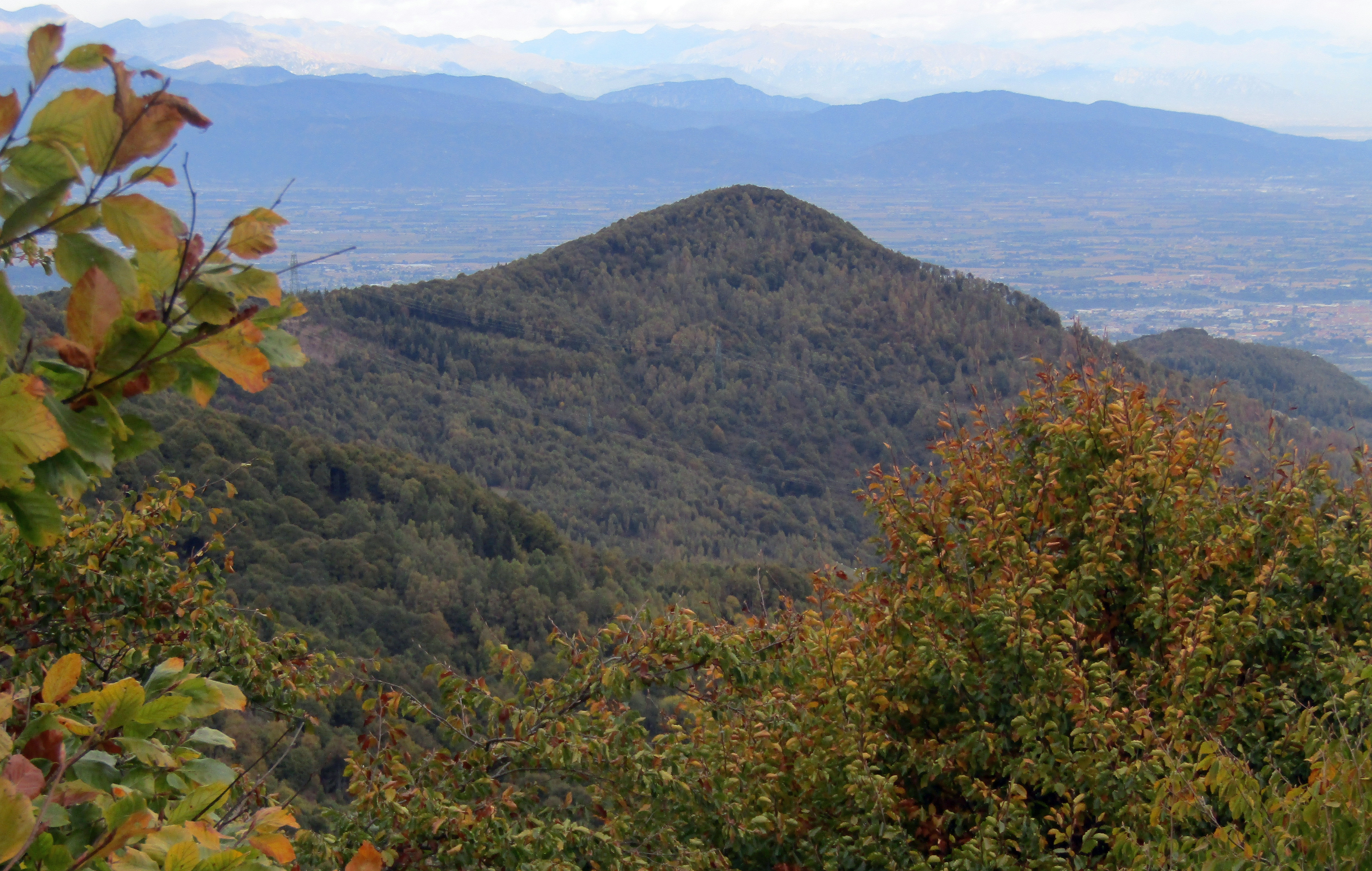
Vista da sud

Per la Cima di Francia passa il tracciato del percorso lungo del Bisalta Trail, una gara di trail running di 29 km di sviluppo e 1700 m di dislivello positivo.